# Met Gala

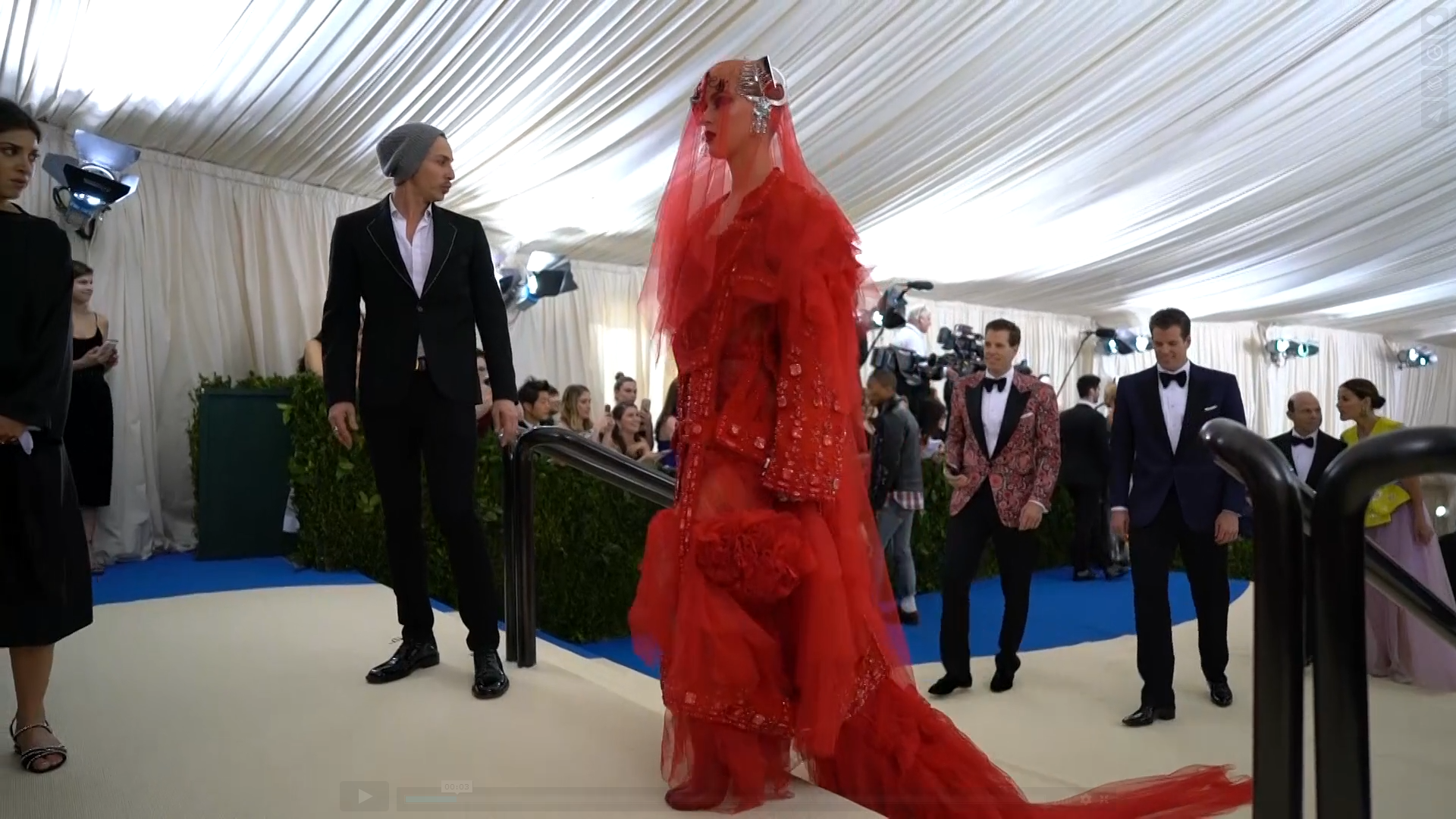
Katy Perry na Met Gala 2017

Met Gala, oficiálním názvem Costume Institute Benefit, je každoroční módní a společenská benefiční akce konaná v americkém New Yorku. Jejím smyslem je vybrat peníze pro Metropolitní muzeum umění, známé pod zkratkou Met (přesněji pro jeho Anna Wintour Costume Center). Met Gala je všeobecně považován za nejatraktivnější módní událost na světě. Na akci je třeba být pozván a pozvání je vnímáno jako velmi prestižní. Zvány jsou osobnosti ze světa módy, filmu, televize, hudby, divadla, obchodu, sportu, sociálních médií a politiky. Pozvané vybírá módní a lifestylový časopis Vogue, který celou akci organizuje. Pozvané osobnosti nicméně platí vstupné, v roce 2024 činilo 75 000 amerických dolarů. Met Gala se koná každoročně první pondělí v květnu. Každý ročník má vyhlášené téma a návštěvníci, zejména ženy, podle tohoto tématu ladí své oblečení, od něhož se očekává, že bude haute couture. Představené módní kreace jsou silně sledovány a komentovány médii. Met Gala bylo založeno v roce 1948 módní publicistkou Eleanor Lambertovou, aby podpořilo nově založenou módní sekci v Metropolitním muzeu. Vstupenka tehdy stála 50 dolarů. Zprvu měla akce čistě lokální význam, ovšem časem se z ní stala takřka globální událost. V letech 1948 až 1971 se konala na různých místech na Manhattanu, včetně hotelu Waldorf Astoria, Central Parku nebo Rockefellerova centra. Od roku 1972 se koná výhradně v muzeu a od tohoto ročníku jsou také vyhlašována tematická zaměření. Autorkou této nové koncepce byla Diana Vreelandová. Nekonaly se ročníky 1957, 2000, 2002 a 2020, ten poslední kvůli epidemii covidu. Další ročník 2021 se jako jediný nekonal v květnu, ale v září, taktéž kvůli covidu. Od roku 2015 je zakázáno na akci pořizovat selfie, vůči čemuž některé celebrity rebelují pořizování selfie na záchodě (Billie Eilish, Dakota Johnsonová, Kylie Jennerová). Donald Trump se stal v roce 2017 první celebritou v historii škrtnutou ze seznamu hostů.